# 明石玉
明石玉（あかしだま）とは、模造珊瑚の一種。明石で江戸末期ころから明治期にかけ、かんざしや首飾りなどの装飾品として製造された。硝石や滑石などの粉末を主原料とする。また、同じく卵白で固めた米粉に水牛の角などを貼り着色した製法のものもある。直径1.5cmほどのものが主流で、赤色が主体。鉛の芯が入ったツゲの木で原形を作り卵白を塗って着色、3種類以上の製造法があったが、牛の薄い爪を貼りつけるのもその一つである。
江戸時代後期から大正時代にかけて兵庫県明石市の特産品で、1887年(明治20年）には明石に11軒の工場と37人の職人がいた。年間53万個を製造し、中国・朝鮮などにも輸出され、近代日本の重要な産業品の一つでもあった。

## 概要
天保年間に、明石に宿泊した江戸の鼈甲細工師・小島岩三郎が考案したとされている。前述どおり白い物質を原料にするが、染料を練りこむことによって赤色や桃色、さらに実際の宝石珊瑚には存在しない、藍色や紫色のものも作られていた。現在残る明石玉には、天然サンゴのような斑を入れたものや彫刻したものもあり、非常に精巧なものであった。
明石の主要な産業として栄え、『大日本産業事績』には1887年末時点で明石に明石玉を製造する煉り物屋は11軒、37人の職人を抱えており、産出代価は4500円に及んだとある。プラスチックの普及により衰退した。

## 食文化との関連
明石玉は鶏卵の卵白を接着剤として使用するため、あとには大量の卵黄が残る。その廃物利用として作られたのが、後に明石名物になった明石焼きであるという。